# Змињак
Змињак је насеље у Србији у општини Шабац у Мачванском округу. Према попису из 2022. било је 1031 становника.

## Галерија
- Сеоска школа
- Споменик НОБ-а
- Дом културе

## Демографија
У насељу Змињак живи 1166 пунолетних становника, а просечна старост становништва износи 39,8 година (38,8 код мушкараца и 40,9 код жена). У насељу има 418 домаћинстава, а просечан број чланова по домаћинству је 3,51.
Ово насеље је великим делом насељено Србима (према попису из 2002. године), а у последња три пописа, примећен је пад у броју становника.
|  |

| Демографија | Демографија | Демографија |
| Година      | Становника  | Становника  |
| ----------- | ----------- | ----------- |
| 1948.       | 1.310       |             |
| 1953.       | 1.426       |             |
| 1961.       | 1.596       |             |
| 1971.       | 1.597       |             |
| 1981.       | 1.536       |             |
| 1991.       | 1.521       | 1.464       |
| 2002.       | 1.467       | 1.547       |

| Етнички састав према попису из 2002.‍ | Етнички састав према попису из 2002.‍ | Етнички састав према попису из 2002.‍ | Етнички састав према попису из 2002.‍ | Етнички састав према попису из 2002.‍ |
| ------------------------------------ | ------------------------------------ | ------------------------------------ | ------------------------------------ | ------------------------------------ |
|                                      |                                      |                                      |                                      |                                      |
| Срби                                 | Срби                                 |                                      | 1.404                                | 95,70%                               |
| Роми                                 | Роми                                 |                                      | 15                                   | 1,02%                                |
| Словенци                             | Словенци                             |                                      | 2                                    | 0,13%                                |
| Румуни                               | Румуни                               |                                      | 2                                    | 0,13%                                |
| Југословени                          | Југословени                          |                                      | 1                                    | 0,06%                                |
| непознато                            | непознато                            |                                      | 41                                   | 2,79%                                |

| Година пописа     | 1948. | 1953. | 1961. | 1971. | 1981. | 1991. | 2002. |
| ----------------- | ----- | ----- | ----- | ----- | ----- | ----- | ----- |
| Број домаћинстава | 275   | 317   | 376   | 395   | 424   | 422   | 418   |

| Број чланова      | 1  | 2  | 3  | 4  | 5  | 6  | 7  | 8 | 9 | 10 и више | Просек |
| ----------------- | -- | -- | -- | -- | -- | -- | -- | - | - | --------- | ------ |
| Број домаћинстава | 76 | 80 | 56 | 76 | 61 | 39 | 22 | 7 | 0 | 1         | 3,51   |

| Пол    | Укупно | Неожењен/Неудата | Ожењен/Удата | Удовац/Удовица | Разведен/Разведена | Непознато |
| ------ | ------ | ---------------- | ------------ | -------------- | ------------------ | --------- |
| Мушки  | 615    | 184              | 368          | 32             | 20                 | 11        |
| Женски | 611    | 104              | 364          | 122            | 11                 | 10        |
| УКУПНО | 1.226  | 288              | 732          | 154            | 31                 | 21        |

| Пол    | Укупно                    | Пољопривреда, лов и шумарство | Рибарство                            | Вађење руде и камена | Прерађивачка индустрија       |
| ------ | ------------------------- | ----------------------------- | ------------------------------------ | -------------------- | ----------------------------- |
| Мушки  | 423                       | 291                           | 0                                    | 0                    | 21                            |
| Женски | 292                       | 232                           | 0                                    | 0                    | 5                             |
| УКУПНО | 715                       | 523                           | 0                                    | 0                    | 26                            |
| Пол    | Производња и снабдевање   | Грађевинарство                | Трговина                             | Хотели и ресторани   | Саобраћај, складиштење и везе |
| Мушки  | 2                         | 25                            | 35                                   | 2                    | 8                             |
| Женски | 0                         | 1                             | 20                                   | 0                    | 1                             |
| УКУПНО | 2                         | 26                            | 55                                   | 2                    | 9                             |
| Пол    | Финансијско посредовање   | Некретнине                    | Државна управа и одбрана             | Образовање           | Здравствени и социјални рад   |
| Мушки  | 0                         | 6                             | 12                                   | 6                    | 2                             |
| Женски | 1                         | 2                             | 2                                    | 12                   | 5                             |
| УКУПНО | 1                         | 8                             | 14                                   | 18                   | 7                             |
| Пол    | Остале услужне активности | Приватна домаћинства          | Екстериторијалне организације и тела | Непознато            | Непознато                     |
| Мушки  | 5                         | 0                             | 0                                    | 8                    | 8                             |
| Женски | 1                         | 0                             | 0                                    | 10                   | 10                            |
| УКУПНО | 6                         | 0                             | 0                                    | 18                   | 18                            |